# Icare
Pour les articles homonymes, voir Icare (homonymie).
Pour les articles ayant des titres homophones, voir Icard, Icart et Ycare.
 (avril 2016).

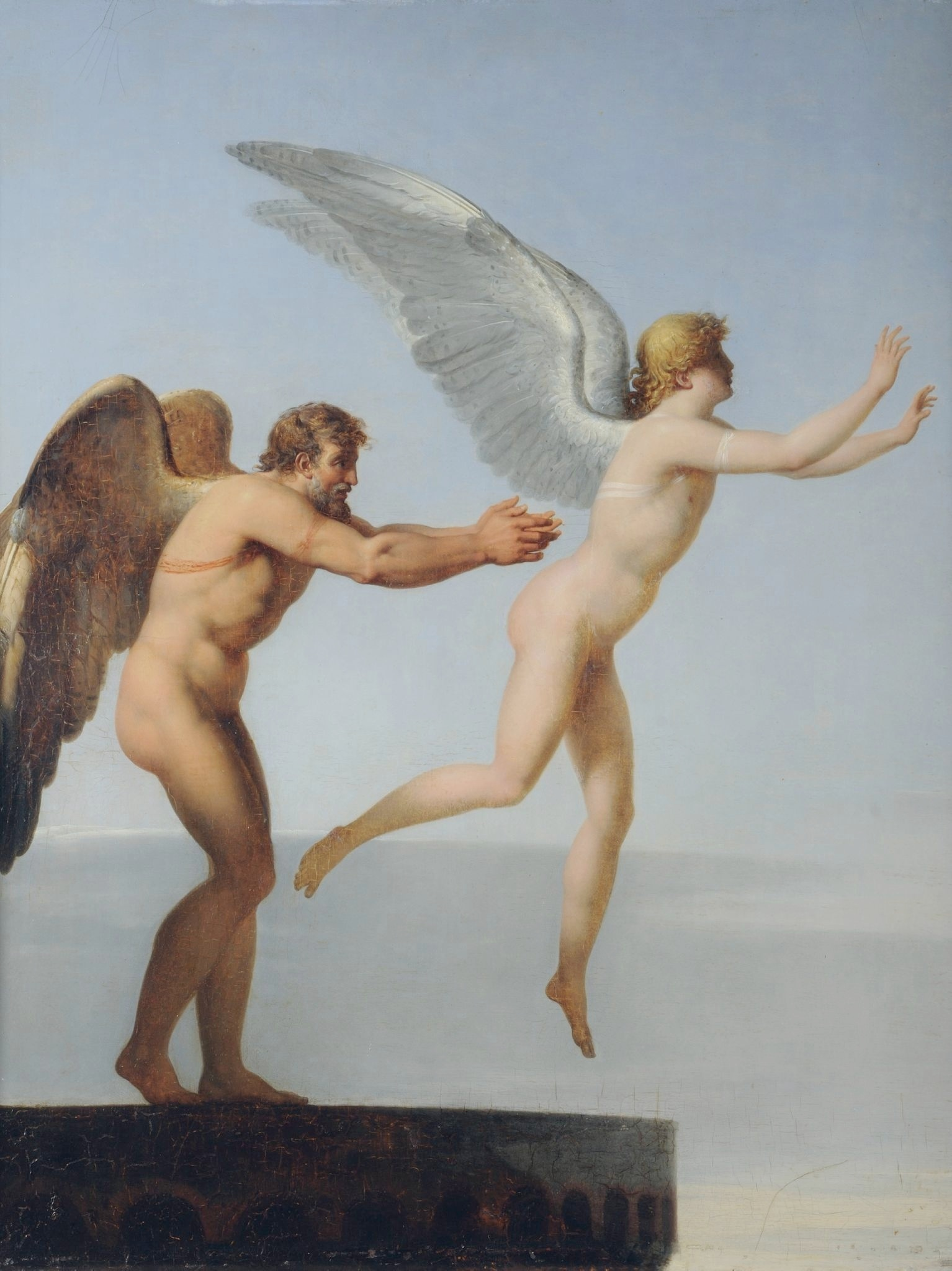
Icare et Dédale, par Charles Paul Landon (1799) au musée des beaux-arts et de la dentelle.

Dans la mythologie grecque, Icare (en grec ancien : Ἴκαρος / Íkaros) est le fils de l'architecte athénien Dédale et de Naupacté (également appelée Naucraté), une esclave crétoise. Il meurt d'une chute dans la mer qui porte désormais son nom en ayant voulu voler trop près du Soleil alors qu'il s'échappe du labyrinthe avec des ailes en cire et en plumes créées par son père.

## Mythe
Dédale est un célèbre ingénieur travaillant au service du roi de Crète, Minos. La reine de Crète, Pasiphaé, s'éprend d'un taureau blanc donné par le dieu Poséidon et demande à l'inventeur de créer un artifice lui permettant de s'accoupler avec l'animal sacré, requête à laquelle il accède. De cette union naît le Minotaure. Pour cacher le fruit de ce déshonneur, Dédale construit le labyrinthe qui enferme la bête. Dédale donne à Ariane l'idée du fil noué à la cheville de Thésée, lui permettant de retrouver son chemin et de fuir du labyrinthe après avoir tué le Minotaure. 
À cause de ses trahisons répétées, Dédale est jeté avec son fils Icare dans le labyrinthe dont il est l'architecte. Ne pouvant emprunter ni la voie des mers, que Minos contrôlait, ni celle de la terre, Dédale eut l'idée, pour fuir la Crète, de fabriquer des ailes semblables à celles des oiseaux, confectionnées avec de la cire et des plumes. Il met en garde son fils, lui interdisant de s'approcher trop près de la mer, à cause de l'humidité, et du Soleil, à cause de la chaleur. Mais Icare, grisé par le vol et par la vue et voulant en voir plus, oublie l'interdit et prend de plus en plus d'altitude. La chaleur fait fondre la cire jusqu'à ce que ses ailes finissent par le trahir. Il meurt précipité dans la mer qui porte par la suite son nom : la mer Icarienne.

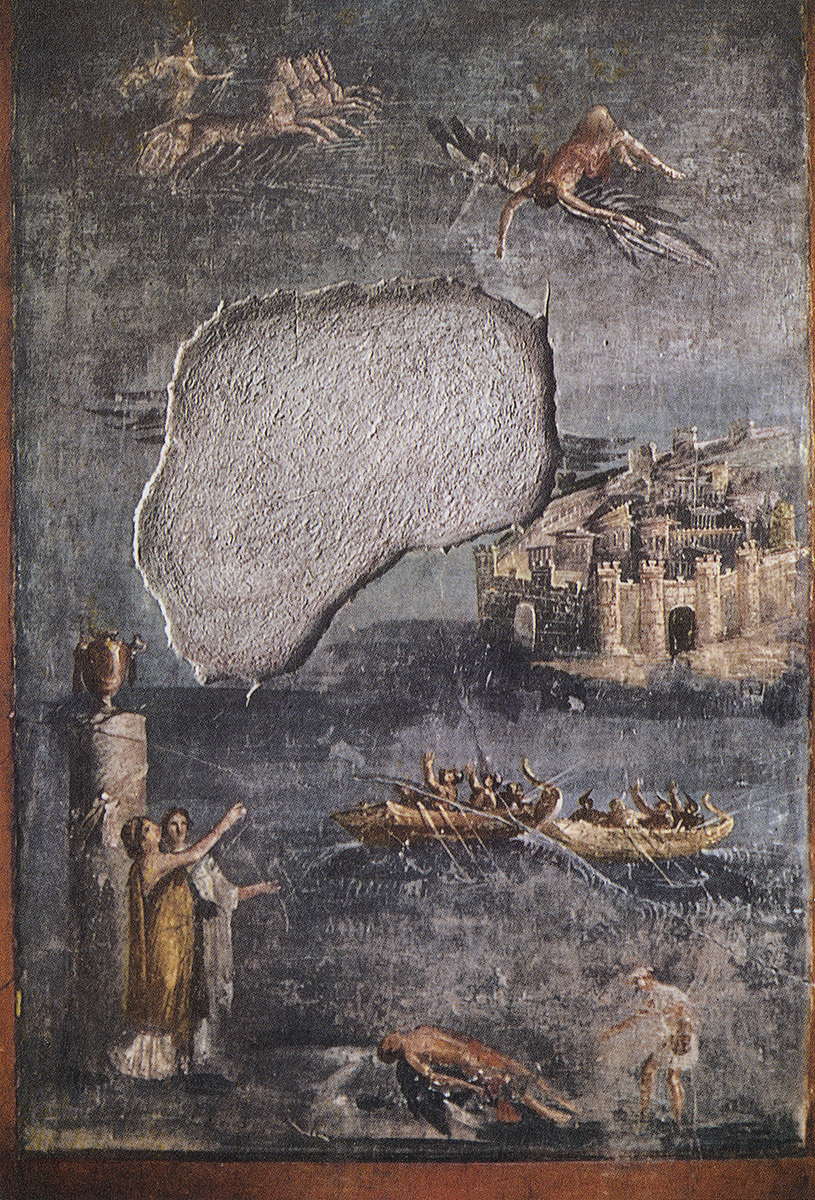
La chute d'Icare. Fresque de Pompéi, 40-79 apr. J.-C.

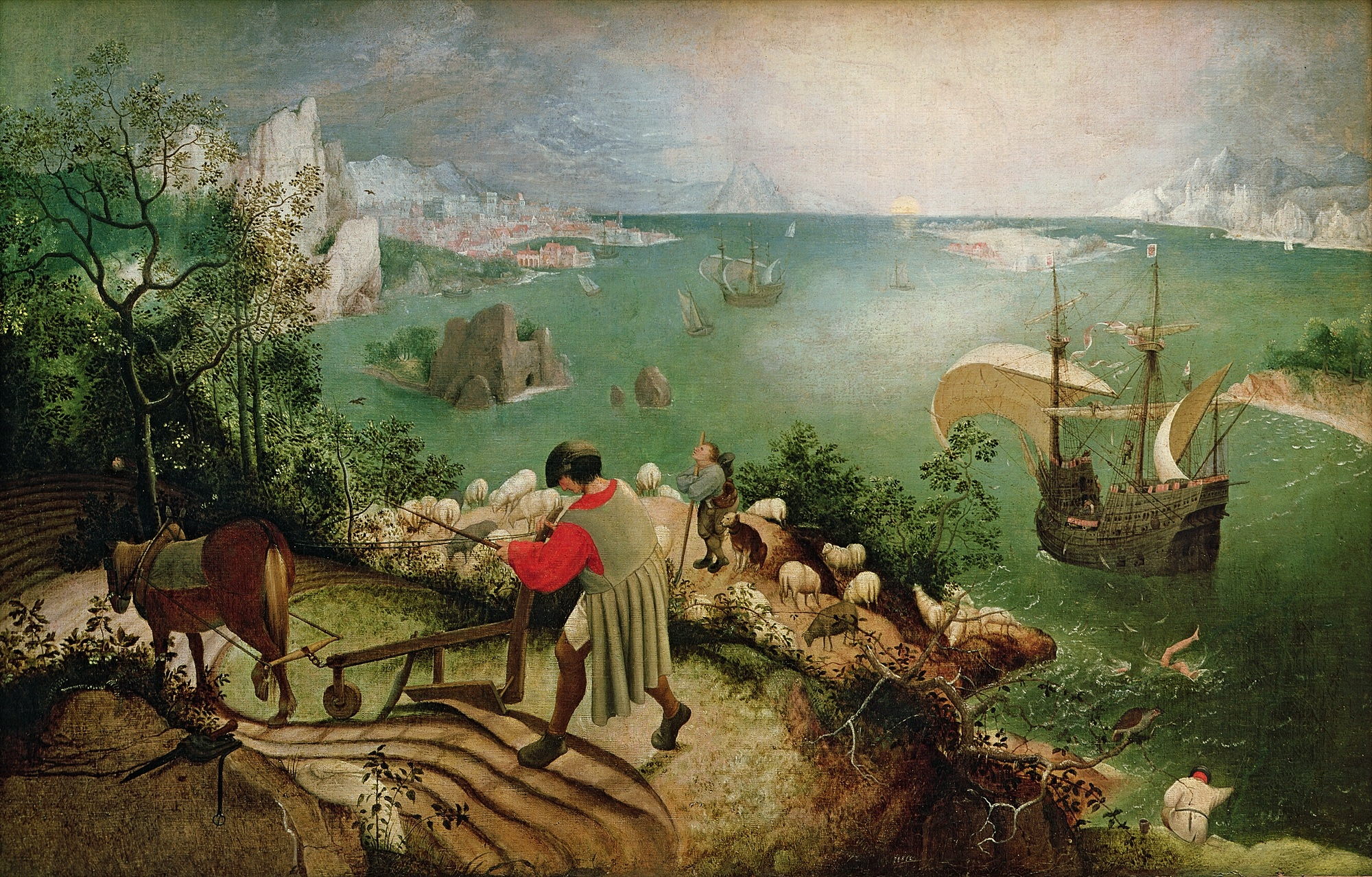
La chute d'Icare de Pierre Brueghel l'Ancien, copie (1595-1600) de l'original perdu

Pausanias livre une version plus prosaïque de la légende : selon lui, Dédale et Icare fuient la Crète dans de petites nefs — Dédale ayant inventé à cette fin le principe de la voile, jusqu'alors inconnu aux hommes. Mais Icare, navigateur maladroit, fait naufrage au large de Samos. Son corps est trouvé sur les rives de l'île par Héraclès, qui lui donne une sépulture et renomme Samos et la mer alentour du nom du défunt (Icarie). Cette version est corroborée par Diodore, qui précise seulement qu'Icare est tombé par précipitation dans la mer où il s'est noyé.
Cette version ne concorde pas avec la légende de la voile noire du vaisseau menant Thésée et les captifs grecs en Crète, et de la voile blanche qu'il oublie de hisser à son retour, provoquant la mort de son père, Égée — cet épisode étant en principe antérieur à celui du vol d'Icare et de Dédale.

## Évocations
Icare est décrit et imaginé par plusieurs auteurs de la littérature antique comme Diodore de Sicile, Pausanias ou encore le poète Ovide. Le poème de ce dernier, les Métamorphoses, racontant plusieurs légendes gréco-romaine est une des plus anciennes sources mentionnant Icare et Dédale.

## Interprétations

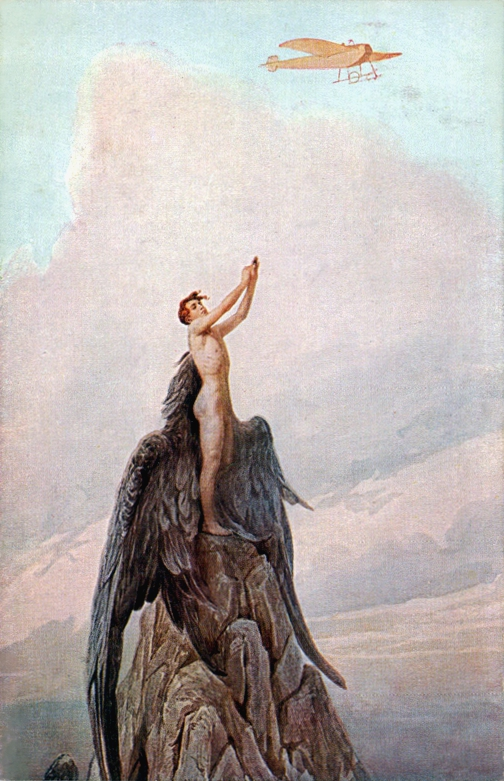
Sergueï Solomko
Le Songe d'Icare.

D’après Dion de Pruse dans le IVe Discours, la machine de Dédale est « impuissante », et Icare est victime de sa vantardise et de sa naïveté.
Le mythe d'Icare aborde des thèmes de la transgression dans les relations parents/enfants ou entre les groupes sociaux esclaves et libres et, plus généralement, entre nature et culture. L'Humain est confronté à l'effet néfaste que peut avoir un conseil ou une interdiction et son désir de repousser toujours plus loin les frontières de l'exploration et de la connaissance, au risque de soumettre sa condition humaine à une épreuve fatale.

## Dans les arts et la culture populaire

### Filmographie

#### Cinéma
- 1979 : I… comme Icare, d'Henri Verneuil, thriller  policier  inspiré de l'assassinat de John F. Kennedy avec Yves Montand  dans le rôle d'un procureur,  qui meurt assassiné à son tour, « car celui qui cherche à atteindre la vérité finit par se brûler les ailes[5]», comme Icare. D’où le titre du film.
- 2004 : Saint Seiya : Tenkai-hen josō: Overture.
- 2011 : Romano Orzari joue le rôle d'Icare dans Les Immortels.
- 2022 : Icare réalisé par Carlo Vogele.

#### Télévision
- 1991 : Monstres et Merveilles épisode 4 du Spin-off Les légendes grecques.
- 1998 : Hercule où Icare est le meilleur ami d'Hercule.
- 2000 : Ciné Si de Michel Ocelot consacre un épisode au mythe d'Icare.
- 2001 : l'épisode 17 de Mythologies met en scène Icare.
- 2013 : l'épisode 31 Ne fais pas comme Icare de la saison 5 de Teen Titans Go !.
- 2016 : l'épisode 18 Dédale et Icare - Le rêve éclaté de la saison 1 de Les Grands Mythes.

### Littérature

#### Bande dessinée
- Les Petits Mythos Tome 2 Le Grand Icare, Bamboo édition sorti le 22 août 2012.

#### Manga
- Le mythe est repris dans l'épisode 2 intitulé Les aîles d'Icare de La petite Olympe et les dieux.

### Sources antiques
- Pseudo-Apollodore, Bibliothèque [détail des éditions] [lire en ligne] (II, 6, 3), Épitome [détail des éditions] [lire en ligne] (I, 12–13).
- Diodore de Sicile, Bibliothèque historique [détail des éditions] [lire en ligne] (IV).
- Hygin, Fables [détail des éditions] [(la) lire en ligne] (XL).
- Ovide, Fastes [détail des éditions] [lire en ligne] (IV, 284 et 567), Métamorphoses [détail des éditions] [lire en ligne] (VIII, 183–235).
- Pausanias, Description de la Grèce [détail des éditions] [lire en ligne] (IX, 11, 4-5).